# Střítež (Včelákov)
Střítež je malá vesnice, část městyse Včelákov v okrese Chrudim. Nachází se asi 2 km na jihovýchod od Včelákova. V roce 2009 zde bylo evidováno 28 adres. V roce 2001 zde trvale žilo 32 obyvatel.
Střítež leží v katastrálním území Příkrakov o výměře 2,57 km2.

## Galerie

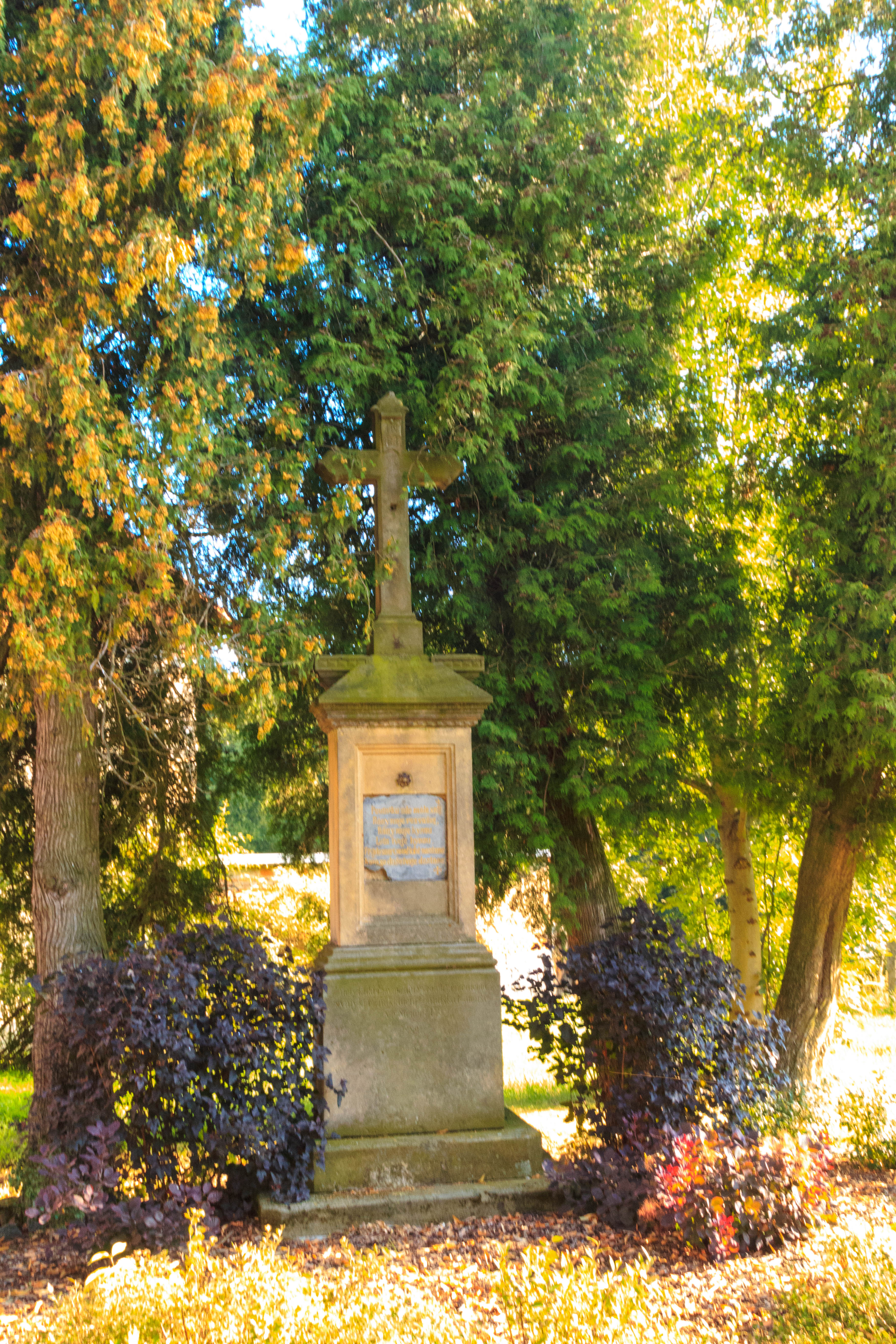
Střítěž u Příkrakova – křížek
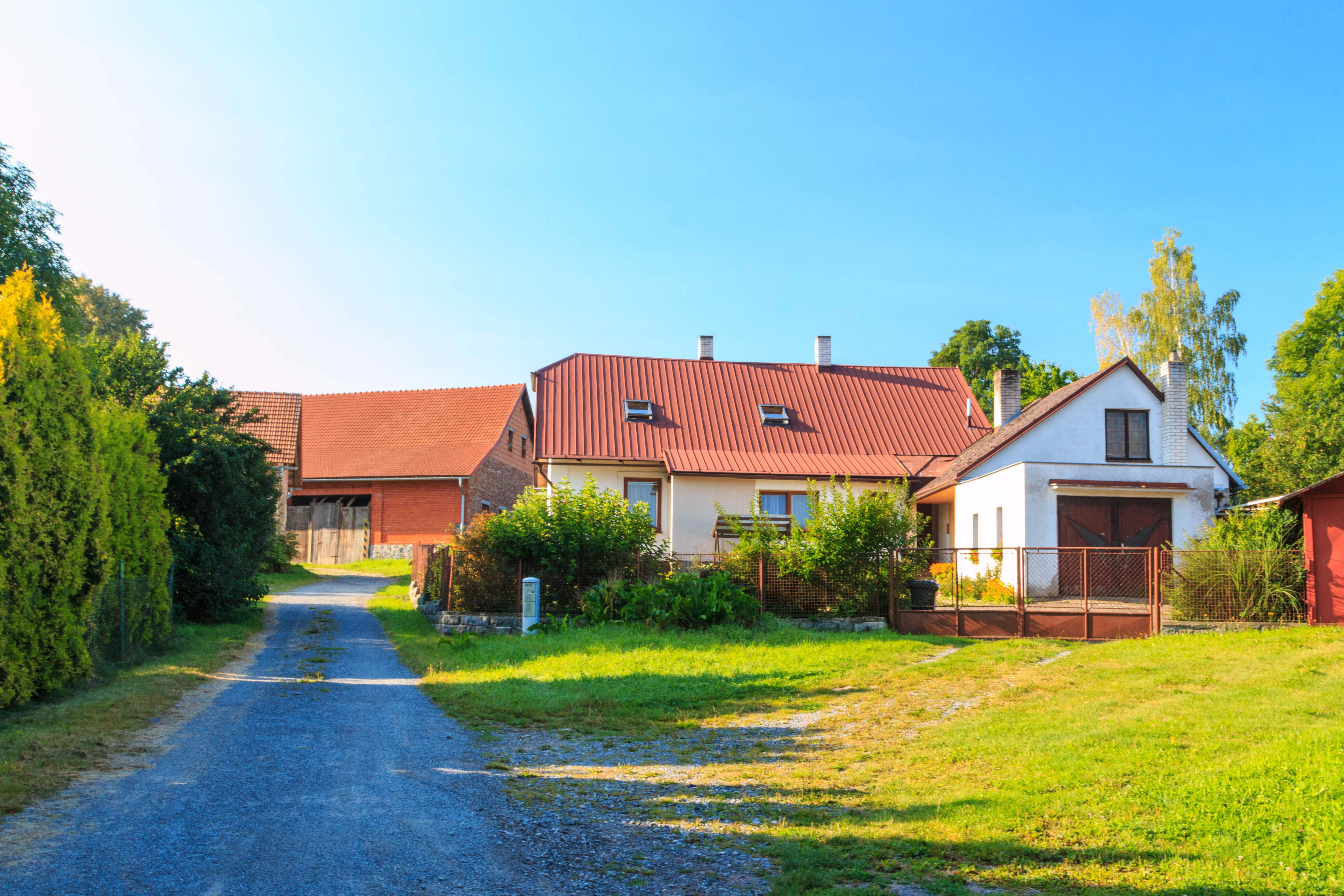
Střítěž u Příkrakova – č. 12
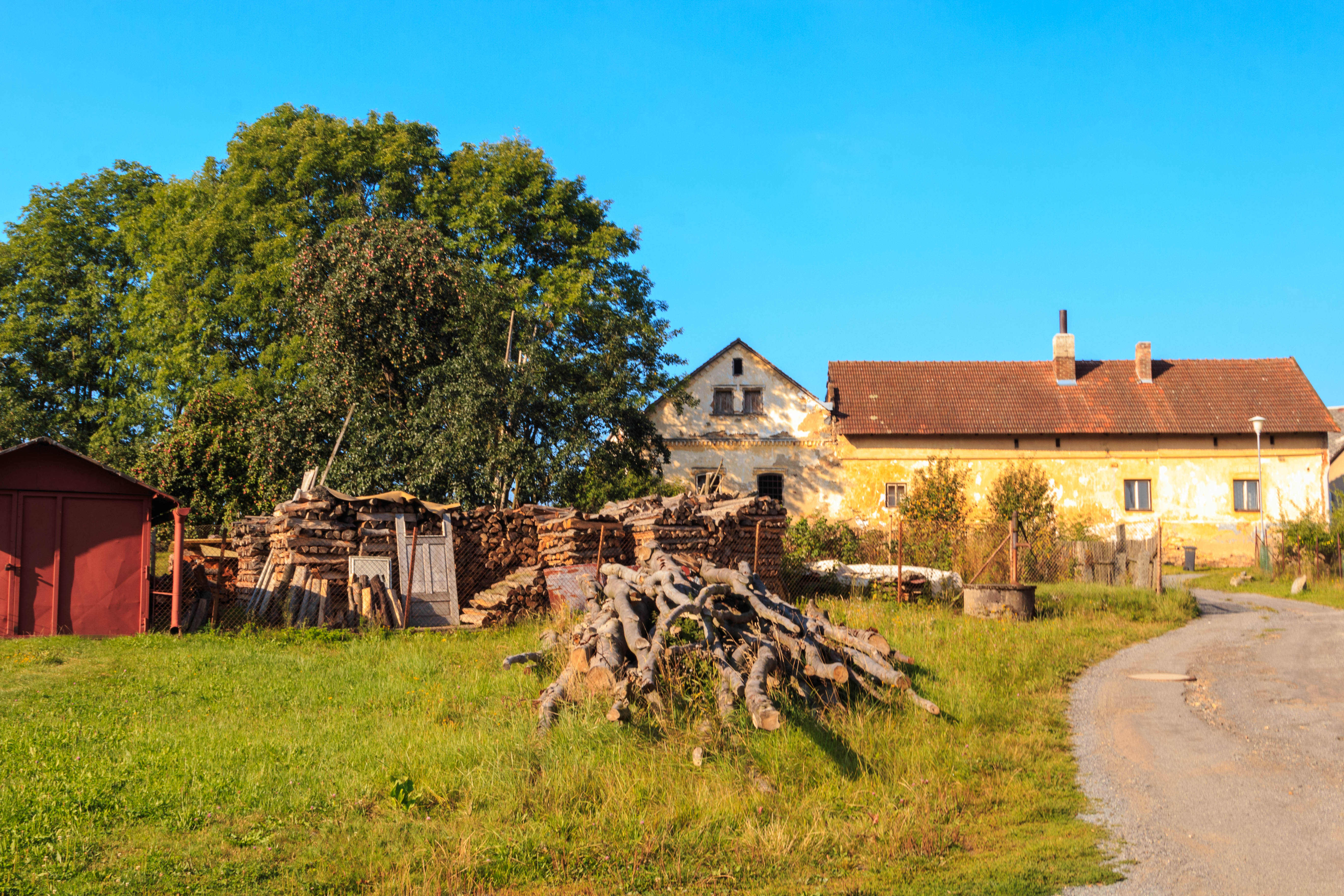
Střítěž u Příkrakova – čp. 10
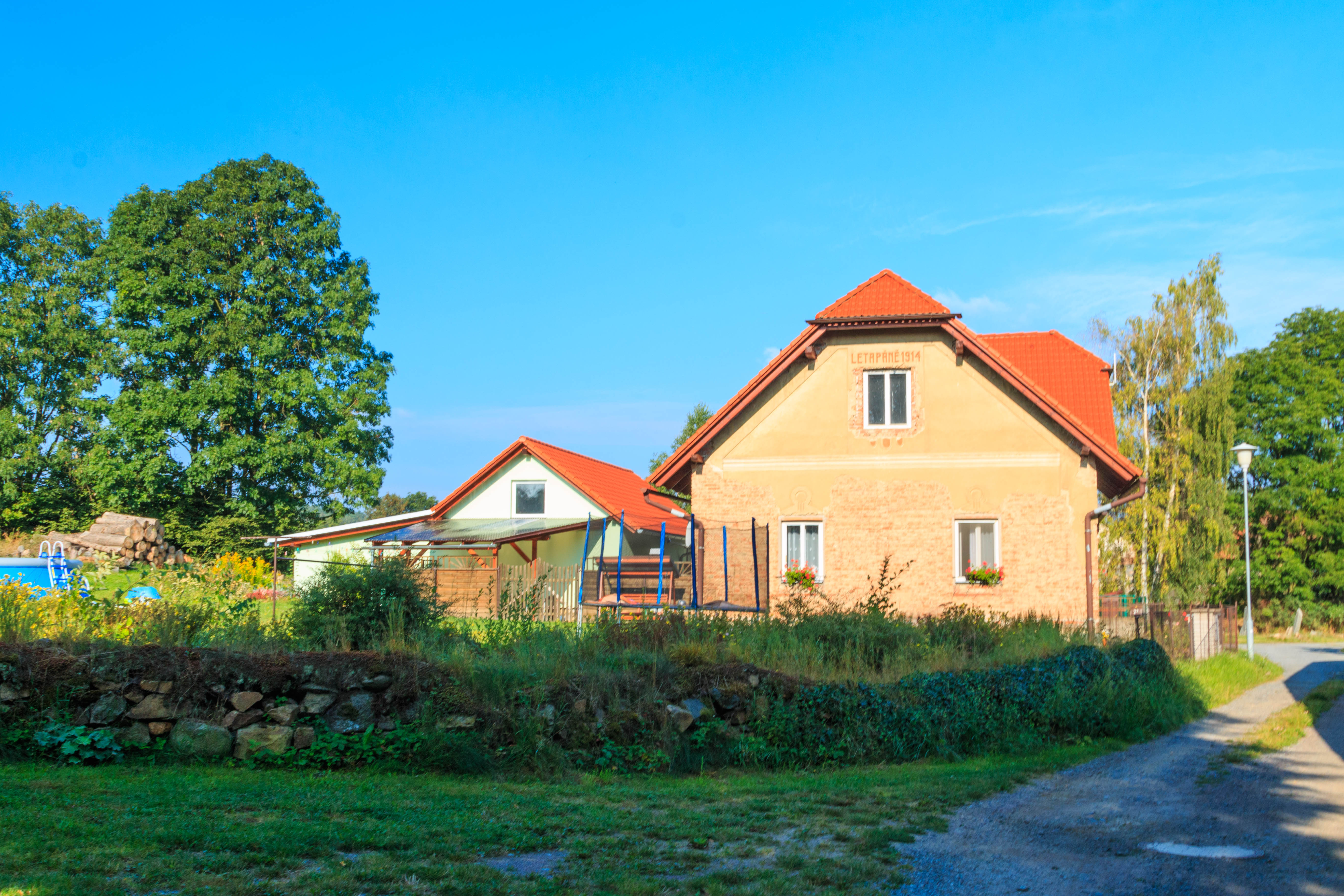
Střítěž u Příkrakova – čp. 27